# Глостер Тауншип (Нью-Джерсі)
Глостер Тауншип (англ. Gloucester Township) — селище (англ. township) в США, в окрузі Кемден штату Нью-Джерсі. Населення — 66 034 особи (2020).

## Демографія
Згідно з переписом 2010 року, у селищі мешкали 64 634 особи в 23 566 домогосподарствах у складі 16 865 родин. Було 24711 помешкання
Расовий склад населення:
| - 75,8 % — білих - 16,2 % — чорних або афроамериканців - 3,7 % — азіатів - 0,2 % — корінних американців - 1,8 % — осіб інших рас |

До двох чи більше рас належало 2,3 %. Частка іспаномовних становила 5,6 % від усіх жителів.
За віковим діапазоном населення розподілялося таким чином: 24,3 % — особи молодші 18 років, 64,7 % — особи у віці 18—64 років, 11,0 % — особи у віці 65 років та старші. Медіана віку мешканця становила 37,8 року. На 100 осіб жіночої статі у селищі припадало 94,0 чоловіків;  на 100 жінок у віці від 18 років та старших — 90,5 чоловіків також старших 18 років.
Середній дохід на одне домашнє господарство  становив 83 036 доларів США (медіана — 71 963), а середній дохід на одну сім'ю — 95 669 доларів (медіана — 85 871). Медіана доходів становила 60 570 доларів для чоловіків та 46 362 долари для жінок. За межею бідності перебувало 8,7 % осіб, у тому числі 12,9 % дітей у віці до 18 років та 7,8 % осіб у віці 65 років та старших.
Цивільне працевлаштоване населення становило 33 497 осіб. Основні галузі зайнятості: освіта, охорона здоров'я та соціальна допомога — 25,6 %, роздрібна торгівля — 12,3 %, науковці, спеціалісти, менеджери — 11,1 %.